# Ладићи
Ладићи (итал. Ladici) је насељено место у Републици Хрватској у Истарској жупанији. Административно је у саставу општине Канфанар.

## Историја
У насељу постоји цвква Св. Сикста из 12. века, а поред ње је мали бенедиктински манастир. Данас их окружује гробље. Црква има звоник висок 11 метара.
До територијалне реорганизације У Хрватској налазило се у саставу старе општине Ровињ.

## Становништво
Према попису становништва из 2011. године у насељу Ладићи било је 34 становника који су живели у 12 породичних домаћинстава.
Кретање броја становника по пописима 1857—2001.
| година пописа   | 1857. | 1869. | 1880. | 1890. | 1900. | 1910. | 1921. | 1931. | 1948. | 1953. | 1961. | 1971. | 1981. | 1991. | 2001. | 2011. |
| Број становника | 0     | 0     | 62    | 65    | 82    | 101   | 0     | 0     | 76    | 72    | 61    | 56    | 53    | 44    | 40    | 34    |

Напомена: У 1857. 1869. и 1931, подаци су садржани у насељу Мргани, а у 1921. у насељу Барат. Од 1880. до 1910 исказивано под именом Владић.